# 13380 Yamamohammed
13380 Yamamohammed este un asteroid din centura principală de asteroizi.

## Descriere
13380 Yamamohammed este un asteroid din centura principală de asteroizi. A fost descoperit pe 21 noiembrie 1998 la Socorro, New Mexico, în cadrul proiectului LINEAR. Asteroidul prezintă o orbită caracterizată de o semiaxă mare de 2,22 ua, o excentricitate de 0,16 și o înclinație de 3,2° în raport cu ecliptica.